# Alessia
Alessia est un prénom féminin d'origine italienne, dérivé du grec « Alexandros » signifiant « celui qui protège ».
En 2013, il s'agit du 15e prénom féminin le plus donné en Italie.
Son équivalent masculin est le prénom Alessio.
Pour voir toutes les pages commençant par Alessia, consulter la liste générée automatiquement pour le prénom Alessia.